# Mikša Pelegrinović
Mikša Pelegrinović (Hvar, 1500. – Zadar, 26. prosinca 1562.) bio je hrvatski plemić i pjesnik.

## Životopis
Rođen je oko 1500. godine na Hvaru u vlastelinskoj obitelji podrijetlom iz Barlette, sin Marijana i Nikolice. U rodnom mjestu završio je humanističku školu, a u Padovi studirao je pravo.
Godine 1530. kao siromašni plemić prihvatio je dužnost hvarskog defenzora. Godine 1530. postaje korčulanski notar, a krajem 1538. vraća se na Hvar. Dana 5. veljače 1548. Izabran je za kancelara kriminala u Zadru. U Veneciju je putovao dvaput – godine 1556. i 1557., vjerojatno kako bi tiskao Jeđupku ili neka druga svoja djela. Tada je upoznao Liviju Martinušević, kojom se oženio 1558. godine i s kojom je imao kći Juliju i sina Julija.
Živio je u Zadru sve do svoje smrti. Dana 24. prosinca 1562. godine pozvao je notara da mu izdiktira oporuku te je umro dva dana poslije, 26. prosinca.

## Stvaralaštvo
Pelegrinovićev književni rad danas je slabo poznat. Sigurno je 1527. sastavio zbornik pokladnih pjesama Jeđupka, a sačuvana je i poslanica dubrovačkom pjesniku Sabu Bobaljeviću iz 1556. godine u osmeračkim katrenima, s komičnom tematikom o liječenju starosti (Od jazavac vitno rebro, / i od hrta lijeve desni, / od komarca hrbat desni, / i sve stuci u prah dobro). Međutim, iz dopisivanja drugih pisaca suvremenika (Nikole Nalješkovića, Mavra Vetranovića, Petra Hektorovića i dr.) znamo da ih je svakako napisao mnogo više.
Godine 1525. povjesničar Vinko Pribojević spomenuo ga je u svom govoru o porijeklu Slavena govoreći o poznatim pjesnicima. Petar Hektorović 1528. posvetio mu je prijevod Ovidijeva djela Od lika ljubenoga (De remedio amoris) te govori o njegovoj „slatkoj i naredno složenoj Ijubci“. 

## Jeđupka

### Forma
Jeđupka je napisana između 1525. i 1527. godine. To je pokladna pjesma koja se nastavlja na tradiciju talijanske cingareske. Pisana je simetričnim osmercima čakavskog tipa. Prva, kraća inačica imala je uvod i 6 maskerata, a pisana je po zakoninma renesansne simetrije, s uvodom od 60 stihova, a svaka je maskerata imala po 40 stihova, dakle, ukupno 300 stihova.
Zbirka je doživjela veliki uspjeh, uvelike je bila čitana i prikazivana. Da bi spriječio promjene i kvarenje, Pelegrinović je 1556. objavio djelo, sada izmijenjeno i prošireno, zajedno s posvetom u kojoj smatra da je djelo savršeno. Sadrži uvod i 20 "srića". U ovom izdanju međutim nema 6. pjesme koju je vjerojatno znatno proširio te je ona zaživjela kao zasebna pjesma odvojena od pokladnog okvira. Dvije su cingareske izgubljene te je tako sačuvano osamnaest. Sve su pjesme jednakog oblika, sastoje se od 10 osmeračkih katrena s obgrljenom rimom, a nakon toga dolazi još jedan katren koji predstavlja uzdar, zahvalnost za dobiveni dar.
Ijubka je ikavski oblik riječi Jeđupka nastale iz talijanske inačice za imenicu koja označava Egipćanku. Označava Romkinju, prema vjerovanju da Romi potječu iz Egipta (usp. engl. Gypsy istog značenja).

### Utjecaji
Jeđupka je zbornik cingareski nastao vjerojatno pod utjecajem sibila, proročica koje su proricale sudbinu pojedinim osobama, stoga je Pelegrinović načinio zbornik proročanstava za različite žene, a svakoj je pjesmi dao naziv srića, po uzoru na vašarske sreće (venture). Takav je oblik zbornika maskeratne poezije oponašan i u kasnijoj talijanskoj poeziji.

### Tematika
U pokladnom zborniku nalaze se pjesme koje izgovara Romkinja pojedinim ženama koje traže savjet, a pjesma završava tzv. uzdarom, pošto osoba kojoj se proriče daruje novac gatalici.
U svim srićama mnogo je lokalnih vjerovanja i mitova te folklornog naslijeđa, a često je renesansno raspoloženje: poziv na ljubav, opomena zbog prolaznosti mladosti, katkad i melankolično raspoloženje, uz prisutnost i karnevalske groteske. Poseban je utjecaj usmene poezije, s tonom narodnih bajki i basni. Problematizira se ljubavni život žena kojima se gata: neudanima se daju savjeti za osvajanje željene osobe, a udanima se govori o odnosima sa suprugom, proriču rođenja djece i obogaćivanja.

## Problem autorstva
Godine 1599. u Veneciji izdana je knjiga u kojoj se nalaze barem četiri, a možda i šest Pelegrinovićevih cingareski, financirana novcem dubrovačkog plemića Tome Budislavića, a objavljena pod imenom Andrije Čubranovića, tobožnjeg rođaka Budislavićeve majke.
Milivoj Petković pretpostavio je da je Andrija Čubranović zapravo Andrija Zlatar, hipotetski autor nekolicine ljubavnih pjesama iz Ranjinina zbornika, te je preuzeo svih šest srića od Pelegrinovića, a posljednju je proširio vlastitim stihovima. Antun Kolendić dokazuje da je Pelegrinović autor svih stihova Čubranovićeve zbirke te da sam Čubranović nikad nije postojao, a danas je u književnoj historiografiji to uvriježeno mišljenje.

## Djela (izdanja)
- Pjesme Nikole Nalješkovića, Andrije Čubranovića, Miše Pelegrinovića i Saba Mišetića Bobaljevića i Jegjupka neznana pjesnika (životopise napisali Luka Zore i Franjo Rački; tekst za tisak priredio Sebastijan Žepić), JAZU, Stari pisci hrvatski, knj. VIII., Zagreb, 1876.
- Mikša Pelegrinović: "Jejupka", Mogućnosti, XX., 1973., 781–808.
- Počinje Jejupka gospodina Miše Pelegrinovića vlastelina hvarskoga, Mogućnosti, XXI., 1974., 684–710.